# Дженнаро, Бруно
Бруно Дженнаро (итал. Bruno Gennaro; 26 мая 1918, Генуя — 5 августа 2013, Сан-Ремо, Лигурия) — итальянский хоккеист на траве, полевой игрок; тренер. Участник летних Олимпийских игр 1952 года как тренер.

## Биография
Бруно Дженнаро родился 26 мая 1918 года в итальянском городе Генуя.
В 1937 году был одним из зачинателей хоккея на траве в Генуе, купив клюшки и мячи и получив разрешение проводить матчи на поле местного молочного комбината. При его участии были основаны местные команды ДУФ («Группо Университарио Фашиста»; позже «Дженоа») и ДИЛ («Джовенту Итальяна дель Литторио»; позже ЧУС — «Чентро Университарио Спортиво»). Пять раз становился чемпионом Италии: четырежды в составе ДУФ (1938, 1940—1942), один раз с «Генуей» (1947).
Участвовал во Второй мировой войне. Попал в плен, находился в лагерях для военнопленных в Польше и Германии.
Ещё по ходу игровой карьеры стал тренером. До 1941 года тренировал ДИЛ. Возглавляя ЧУС, в 1949 году выиграл мужской и студенческий чемпионаты Италии.
Был первым тренером сборной Италии. В 1952 году возглавлял её на летних Олимпийских играх в Хельсинки и поделил с ней 9-12-е места.
В 2009 году получил высшую награду от Итальянской федерации хоккея на траве — хоккейную клюшку с бриллиантом.
Умер 5 августа 2013 года в итальянском городе Сан-Ремо.